# UCI America Tour de 2017
O UCI America Tour 2017 é a décimo terceira edição do calendário ciclístico internacional americano. Iniciou-se a 25 de outubro de 2016 em Guatemala, com a Volta à Guatemala e finalizou o 15 de outubro de 2017 com a Volta a Chile. Disputaram-se 25 concorrências, incluídos os Campeonatos Panamericanos, em onde se outorgou pontos aos primeiros classificados das etapas e da classificação final.

## Equipas
As equipas que podem participar nas diferentes carreiras dependem da categoria das mesmas. A maior nível de uma carreira podem participar equipas a mais nível. Por exemplo os equipas UCI ProTeam, só podem participar das carreiras .HC e .1 e têm cota limitada de equipas para competir.
| Categoria      | Categoria                        | Equipas                                                                                           |
| -------------- | -------------------------------- | ------------------------------------------------------------------------------------------------- |
| .HC            | 1.hc (Carreira de um dia)        | * ProTeam (max 65%) * Profissionais Continentais * Continentais * Selecções nacionais             |
| .HC            | 2.hc (Carreira de vários dias)   | * ProTeam (max 65%) * Profissionais Continentais * Continentais * Selecções nacionais             |
| .1             | 1.1 (Carreira de um dia)         | * ProTeam (max 50%) * Profissionais Continentais * Continentais * Selecções nacionais             |
| .1             | 2.1 (Carreira de vários dias)    | * ProTeam (max 50%) * Profissionais Continentais * Continentais * Selecções nacionais             |
| .2             | 1.2 (Carreira de um dia)         | * Profissionais Continentais * Continentais * Selecções nacionais * Selecções regionais * Amadors |
| .2             | 2.2 (Carreira de vários dias)    | * Profissionais Continentais * Continentais * Selecções nacionais * Selecções regionais * Amadors |
| .Ncup (sub-23) | 1.ncup (Carreira de um dia)      | * Selecções nacionais * Selecções mistas                                                          |
| .Ncup (sub-23) | 2.ncup (Carreira de vários dias) | * Selecções nacionais * Selecções mistas                                                          |

## Carreiras
Esta edição consistiu de 2 carreiras de máxima categoria (.HC), 3 carreiras de nível (.1), e o resto das carreiras foram do último nível de categoria (.2). Ademais também fizeram parte as carreiras em estrada e contrarrelógio para elite e sub-23 do Campeonato Panamericano de Ciclismo em Estrada.

## Calendário
As seguintes são as 25 carreiras que fizeram parte do calendário UCI America Tour de 2017:

### Outubro 2016
| Data | Carreira          | Cat. | Ganhador         | Equipa              |
| ---- | ----------------- | ---- | ---------------- | ------------------- |
| 25-1 | Volta à Guatemala | 2.2  | Román Villalobos | Canel's Specialized |

### Dezembro 2016
| Data  | Carreira                    | Cat. | Ganhador      | Equipa               |
| ----- | --------------------------- | ---- | ------------- | -------------------- |
| 11    | Grande Prêmio de Costa Rica | 1.2  | Pablo Alarcón | Canel’s-Specialized  |
| 13-25 | Volta à Costa Rica          | 2.2  | César Rojas   | Frijoles Tierniticos |

### Janeiro
| Data  | Carreira         | Cat. | Ganhador         | Equipa                   |
| ----- | ---------------- | ---- | ---------------- | ------------------------ |
| 13-22 | Volta ao Táchira | 2.2  | Jonathan Salinas | Kino Táchira Royal Bikes |
| 23-29 | Volta a San Juan | 2.1  | Bauke Mollema    | Trek-Segafredo           |

### Fevereiro
| Data | Carreira                     | Cat. | Ganhador       | Equipa            |
| ---- | ---------------------------- | ---- | -------------- | ----------------- |
| 26-5 | Volta Independência Nacional | 2.2  | Ismael Sánchez | Aero Cycling Team |

### Março
| Data | Carreira              | Cat. | Ganhador        | Equipa                   |
| ---- | --------------------- | ---- | --------------- | ------------------------ |
| 30-2 | Joe Martin Stage Race | 2.2  | Robin Carpenter | Holowesko Citadel Racing |

### Abril
| Data  | Carreira                  | Cat. | Ganhador      | Equipa      |
| ----- | ------------------------- | ---- | ------------- | ----------- |
| 7-16  | Volta Ciclista do Uruguai | 2.2  | Magno Nazaret | Soul Brasil |
| 19-23 | Tour de Gila              | 2.2  | Evan Huffman  | Rally       |

### Maio
| Data | Carreira                                      | Cat. | Ganhador              | Equipa                   |
| ---- | --------------------------------------------- | ---- | --------------------- | ------------------------ |
| 5    | Campeonato Panamericano Contrarrelógio Sub-23 | CC   | José Alexis Rodríguez | Selecção de Costa Rica   |
| 5    | Campeonato Panamericano Contrarrelógio Elite  | CC   | José Luis Rodríguez   | Selecção de Chile        |
| 6    | Campeonato Panamericano em Estrada Sub-23     | CC   | Matías Muñoz          | Selecção de Chile        |
| 7    | Campeonato Panamericano em Estrada Elite      | CC   | Nelson Soto Martínez  | Selecção de Colômbia     |
| 29   | Winston-Salem Cycling Classic                 | 1.1  | Robin Carpenter       | Holowesko Citadel Racing |

### Junho
| Data  | Carreira                        | Cat. | Ganhador      | Equipa                   |
| ----- | ------------------------------- | ---- | ------------- | ------------------------ |
| 8-11  | Grand Prix Cycliste de Saguenay | 2.2  | Steve Fisher  | Canyon Bicycles          |
| 14-18 | Tour de Beauce                  | 2.2  | Andžs Flaksis | Holowesko Citadel Racing |

### Julho
| Data  | Carreira                | Cat. | Ganhador                 | Equipa                   |
| ----- | ----------------------- | ---- | ------------------------ | ------------------------ |
| 9     | Delta Road Race         | 1.2  | John Murphy              | Holowesko Citadel Racing |
| 19-23 | Cascade Cycling Classic | 2.2  | Robin Carpenter          | Holowesko Citadel Racing |
| 28-6  | Tour de Guadalupe       | 2.2  | Sébastien Fournet-Fayard |                          |
| 31-6  | Tour de Utah            | 2.hc | Rob Britton              | Rally                    |

### Agosto
| Data  | Carreira         | Cat. | Ganhador        | Equipa               |
| ----- | ---------------- | ---- | --------------- | -------------------- |
| 1-13  | Volta à Colômbia | 2.2  | Aristóbulo Cala | Bicicletas Strongman |
| 10-13 | Colorado Classic | 2.hc | Manuel Senni    | BMC Racing           |

### Setembro
| Data | Carreira        | Cat. | Ganhador     | Equipa |
| ---- | --------------- | ---- | ------------ | ------ |
| 1-4  | Tour de Alberta | 2.1  | Evan Huffman | Rally  |

### Outubro
| Data  | Carreira               | Cat. | Ganhador        | Equipa          |
| ----- | ---------------------- | ---- | --------------- | --------------- |
| 1     | Tobago Cycling Classic | 1.2  | Peter Schulting | Destil-Jo Piels |
| 11-15 | Volta a Chile          | 2.2  | Nicolás Paredes | Medellín-Inder  |

## Classificações finais
- Nota:  As classificações finais são:[1]

### Individual
Integram-na todos os ciclistas que consigam pontos podendo pertencer tanto a equipas amadoras como profissionais, inclusive as equipas UCI WorldTeam.
| Posição | Ciclista             | Pontos |
| ------- | -------------------- | ------ |
| 1.º     | Serghei Tvetcov      | 361    |
| 2.º     | Rob Britton          | 340    |
| 3.º     | Nelson Soto Martínez | 275    |
| 4.º     | Alex Howes           | 259    |
| 5.º     | Robin Carpenter      | 253    |
| 6.º     | Gavin Mannion        | 248    |
| 7.º     | Evan Huffman         | 247    |
| 8.º     | Sepp Kuss            | 220    |
| 9.º     | Brent Bookwalter     | 220    |
| 10.º    | Manuel Senni         | 220    |

| 11.º | José Alfredo Aguirre  | 201 |
| 12.º | Taylor Eisenhart      | 196 |
| 13.º | Neilson Powless       | 180 |
| 14.º | Román Villalobos      | 179 |
| 15.º | José Luis Rodríguez   | 170 |
| 16.º | Manuel Rodas          | 165 |
| 17.º | Óscar Sevilla         | 154 |
| 18.º | Juan Sebastián Molano | 150 |
| 19.º | Travis McCabe         | 138 |
| 20.º | Bauke Mollema         | 136 |

### Equipas
A partir de 2016 e devido a mudanças regulamentares, todas as equipas profissionais entram nesta classificação, inclusive os UCI WorldTeam que até a temporada anterior não pontuavam. Se confeciona com o somatório de pontos que obtenha uma equipa com suas 8 melhores corredores na classificação individual. A classificação também a integram equipas que não estejam registados no continente.
| Posição | Equipa                          | Pontos |
| ------- | ------------------------------- | ------ |
| 1.º     | Rally                           | 1089   |
| 2.º     | Holowesko Citadel               | 689    |
| 3.º     | UnitedHealthcare                | 566    |
| 4.º     | Jelly Belly presented by Maxxis | 436    |
| 5.º     | Coldeportes Zenú                | 428    |

| 6.º  | Canels Specialized  | 387 |
| 7.º  | Soul Brasil         | 361 |
| 8.º  | Medellín-Inder      | 341 |
| 9.º  | Silber Pro Cycling  | 329 |
| 10.º | Axeon Hagens Berman | 307 |

### Países
Se confeciona mediante os pontos dos 10 melhores ciclistas de um país, não só os que consigam neste Circuito Continental, sina também os conseguidos em todos os circuitos. E inclusive se um corredor de um país deste circuito, só consegue pontos em outro circuito (Europa, Ásia, Africa, Oceania), seus pontos van a esta classificação.
| Posição | País           | Pontos |
| ------- | -------------- | ------ |
| 1.º     | Colômbia       | 3455   |
| 2.°     | Estados Unidos | 2089   |
| 3.º     | Canadá         | 1213   |
| 4.º     | Venezuela      | 860    |
| 5.º     | Argentina      | 715    |

| 6.º  | Costa Rica | 690 |
| 7.º  | Equador    | 600 |
| 8.º  | Chile      | 525 |
| 9.º  | Brasil     | 462 |
| 10.º | Guatemala  | 443 |

### Países sub-23
| Posição | Equipa         | Pontos |
| ------- | -------------- | ------ |
| 1.º     | Colômbia       | 1416   |
| 2.º     | Estados Unidos | 580    |
| 3.º     | Canadá         | 271    |
| 4.º     | Costa Rica     | 248    |
| 5.º     | Argentina      | 210    |

## Evolução das classificações
| Data            | Classificação individual | Classificação por equipas | Classificação por países | Classificação por países sub-23 |
| --------------- | ------------------------ | ------------------------- | ------------------------ | ------------------------------- |
| 31 de janeiro   | Lachlan Morton           | UnitedHealthcare          | Colômbia                 | Colômbia                        |
| 29 de fevereiro | Lachlan Morton           | UnitedHealthcare          | Colômbia                 | Colômbia                        |
| 31 de março     | Lachlan Morton           | UnitedHealthcare          | Colômbia                 | Estados Unidos                  |
| 30 de abril     | Robin Carpenter          | Rally                     | Colômbia                 | Colômbia                        |
| 30 de maio      | Robin Carpenter          | Rally                     | Colômbia                 | Colômbia                        |
| 30 de junho     | Robin Carpenter          | Holowesko Citadel         | Colômbia                 | Colômbia                        |
| 30 de julho     | Robin Carpenter          | Holowesko Citadel         | Colômbia                 | Colômbia                        |
| 30 de agosto    | Robin Carpenter          | Rally                     | Colômbia                 | Colômbia                        |
| 30 de setembro  | Serghei Tvetcov          | Rally                     | Colômbia                 | Colômbia                        |
| 15 de outubro   | Serghei Tvetcov          | Rally                     | Colômbia                 | Colômbia                        |
| Final           | Serghei Tvetcov          | Rally                     | Colômbia                 | Colômbia                        |